# Прёдль, Себастиан
Себа́стиан Прёдль (нем. Sebastian Prödl; 21 июня 1987, Грац, Австрия) — австрийский футболист, защитник.

## Карьера

### Клубная

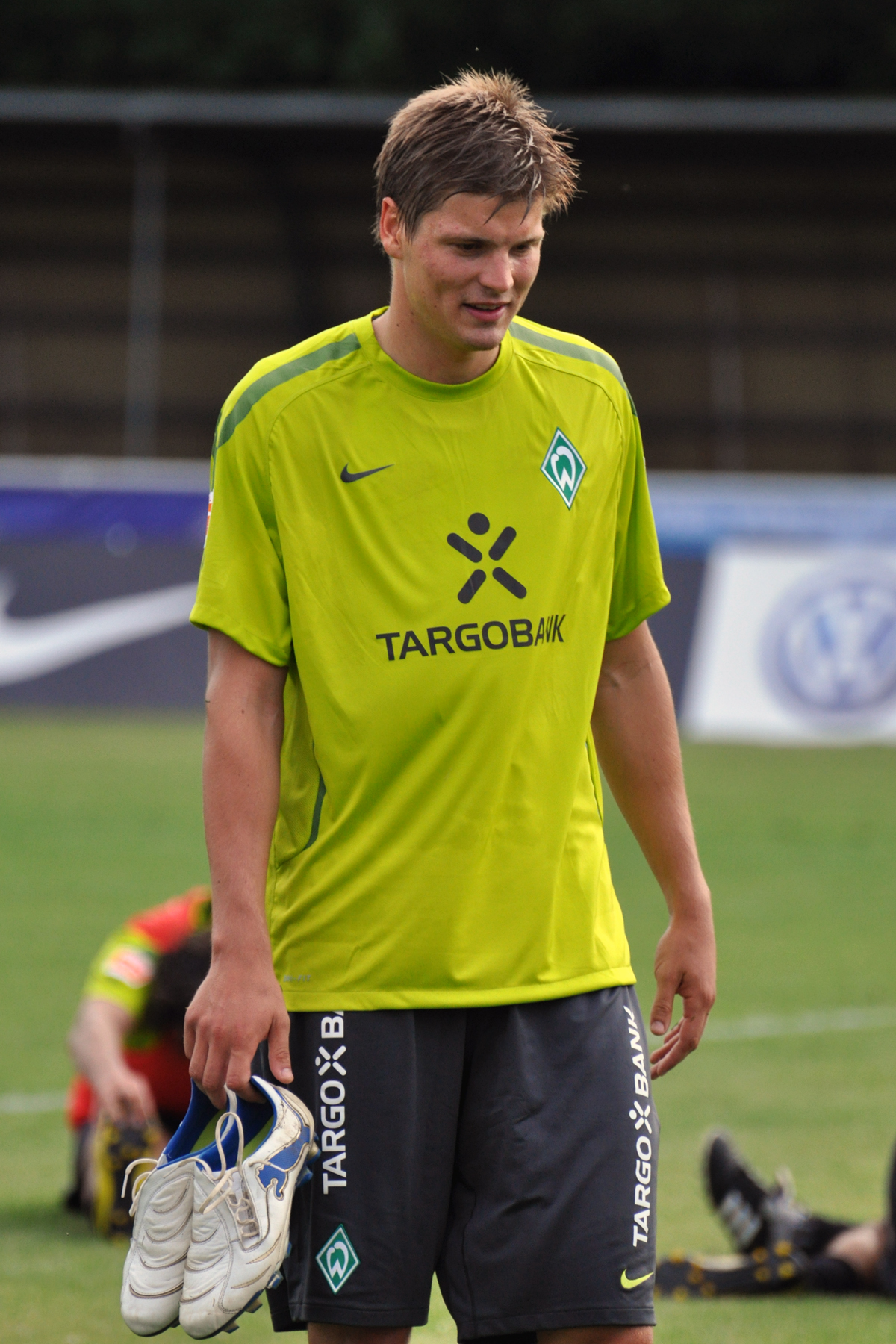
Себастиан Прёдль

Воспитанник футбольных школ клубов «Кирхберг», «Фельдбах» и «Штурм», в котором начал и профессиональную карьеру в 2006 году, дебютировав в основном составе 9 декабря того же года в матче против «Маттерсбурга», а первый гол забил 9 мая 2007 года в матче против «Райндорфа». Всего за «Штурм» сыграл 43 матча и забил 4 мяча в ворота соперников. С 1 июля 2008 года является игроком бременского «Вердера», с которым заключил контракт на 4 года до 30 июня 2012 года. «Вердер» заплатил за его трансфер сумму в 2,5 млн евро.

### В сборной
До 2007 года выступал за юношеские и молодёжную сборные. В составе главной национальной сборной Австрии дебютировал 30 мая 2007 года в товарищеском матче со сборной Шотландии, а 26 марта 2008 года в товарищеском матче с командой Нидерландов забил свои первые 2 гола за сборную. Участник чемпионата Европы 2008 года, на котором именно он 12 июня заработал пенальти на последних секундах матча против сборной Польши, позволивший сборной Австрии свести матч вничью, заработать 1 очко и благодаря ему занять в итоге 3-е место в группе B, опередив сборную Польши по разнице мячей.